# Jerez de la Frontera

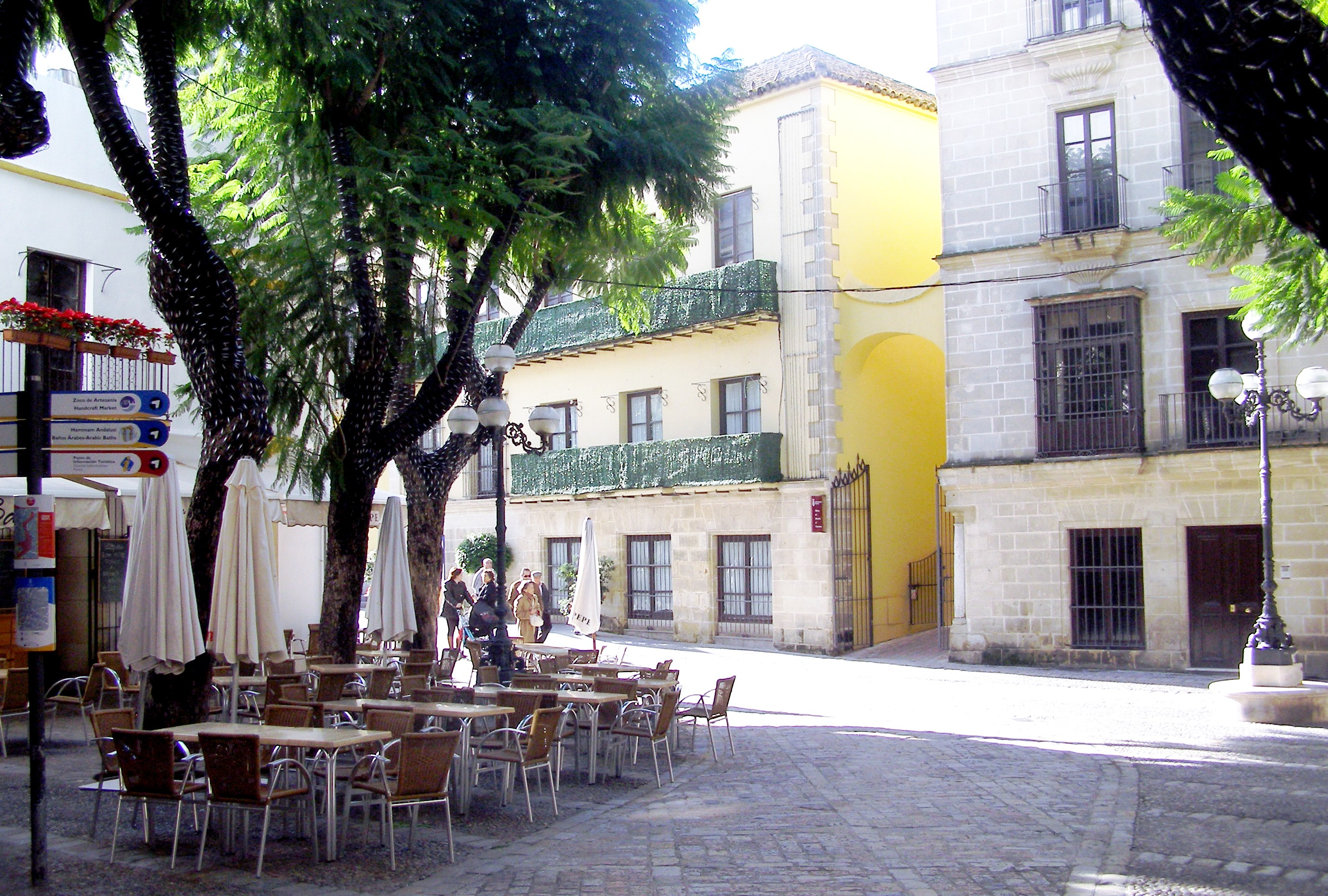
Plaza de la Yerba i Jerez de la Frontera.

Jerez de la Frontera (spanskt uttal: [xeˈɾeθ ðe la fɾonˈteɾa], kortform: Jerez) är en stad och kommun i provinsen Cádiz i den autonoma regionen Andalusien i södra Spanien. Staden ligger cirka 22 kilometer nordost om Cádiz. Kommunen har 213 688 invånare (2024), på en yta av 1 187,92 km².
Staden är känd för sin tillverkning av sherryviner. Sherry är en omskrivning av Jerez som i sin tur kommer från det ursprungliga feniciska namnet Xeres. Staden ingick tidigare i det mytomspunna riket Tartessos (700-talet f.Kr.).
De mest kända vinföretagen är Gonzales Byass, Fernando de Castillo, Osborne, Terry, Williams and Humbert och Zoilo Ruiz Mateos.
Vid 1850-talets mitt fanns det cirka 500 bodegor och i dag finns 18 sherrybodegor kvar.
Bland sevärdheterna finns en rad religiösa byggnader, flera palats och ett arkeologiskt museum. I staden finns ruiner av befästningar och av ett moriskt palats samt den berömda Kungliga andalusiska ridskolan, Real Escuela Andaluza del Arte Ecuestre, som liknar Spanska ridskolan i Wien.
Staden har behållit en mycket stor romsk befolkning, som spelar en viktig roll för flamencotraditionen.

## Sport
I Jerez finns racerbanan Circuito de Jerez. Ryttar-VM 2002 avgjordes i staden.